# Athysanella
Athysanella — рід цикадок із ряду клопів.

## Опис
Цикадки розміром 3—4 мм. Помірно коренасті, веретеновідні, зазвичай короткокрилі. Голова роздута, виступає вперед. У Палеарктиці 4 види, у Неарктиці — 80.
- Athysanella magadana Em. — Магаданська область, тундра
- Athysanella magadana Em. — Острів Врангеля (Чукотка), тундра